# Diecezja Rio Grande
Diecezja Rio Grande (łac. Dioecesis Rivograndensis) – diecezja Kościoła rzymskokatolickiego w Brazylii. Należy do metropolii Pelotas wchodzi w skład regionu kościelnego Sul 3. Została erygowana przez papieża Pawła VI bullą Cum Christus w dniu 27 maja 1971.